# Barbarea bosniaca
Barbaréa bosniaca (укр. суріпиця боснійська, босн. bosanska repnica, bosanski dičak) — вид трав'янистих рослин родини капустяні (Brassicaceae).

## Поширення
Рослина є ендеміком Боснії та Герцоговини. Поширена у Динарських Альпах. Типове місце знаходження — поблизу міста Сараєво. Росте на вологих луках, краях заболочених лісів, по каналах і дорогах на висоті 650—1300 м над рівнем моря.